# Giovanni Anastasi (Autor)
Giovanni Anastasi (* 10. November 1861 in Lugano; † 5. Juni 1926 ebenda) war ein italienisch-schweizerischer Lehrer, Journalist und Schriftsteller.

## Leben
Giovanni Anastasi war von Beruf Architekt, arbeitete jedoch als Lehrer und Journalist. Er war als Mathematiklehrer am Gymnasium in Lugano,  1891/92 als Lehrer und Vizedirektor am Lehrerseminar in Locarno tätig, danach erneut ein Jahr am Gymnasium in Lugano. 1892 bis 1907 leitete er die Zeitung Corriere del Ticino, ab 1918 den Messaggero ticinese. Daneben lehrte er am Collegio Landriani, dessen Direktor er von 1905 bis 1917 war. Er verfasste Schulbücher sowie verschiedene literarische Werke.

## Veröffentlichungen (Auswahl)
- Novelle.  Tipopgrafia A. Arnold, Lugano 1886.
- Racconti. Tipopgrafia A. Arnold, Lugano 1893.
- Cognomi ticinesi nel secolo XIX. Tipopgrafia A. Arnold, Lugano 1910.
- Vita ticinese: storia-caratteristiche-aneddoti; Il pianeta delle sorte-Le chiacchiere del villaggio. Tipografia A. Arnold, Lugano 1911.
- mit Carlo Augusto Béha und Guido Baldassarre: Il Mangiacomune: scene elettorali ticinesi. Tipografia A. Arnold, Lugano 1911;
- mit Werner Johannes Guggenheim: Wahlkampf in Castellazzo Tessiner Novelle. Bern [Basel] [Verein] Gute Schriften Nr. 196, Bern 1940.
- mit Eugène Monod: Le rouge et le bleu: nouvelles tessinoises. Spes, Lausanne 1918.
- Al bravo Presidente. Scene di vita luganese. Tipopgrafia A. Arnold, Lugano 1917.
- Nostranelle. Letture ticinesi. Tipopgrafia A. Arnold, Lugano 1923.
- La seconda giovinezza: romanzo della campagna luganese. Tipopgrafia A. Arnold, Lugano 1924.
- Strada di Gandria e Parco Nazionale prealpino. Tipografia Luganese Sanvito, Lugano 1925.